# 鏡報月刊
《鏡報》，又稱《鏡報月刊》，是一份中文月刊雜誌，由徐四民和香港、澳門一些知名人士於1977年8月創辦，並由徐四民兼任鏡報文化企業有限公司（鏡報之出版及發行公司）之永遠名譽董事長，現任社長為其兒子徐世英，董事長為許智明（第19屆董事會）。
《鏡報》主要於香港、澳門、台灣以及中國大陸發售，亦有遠銷世界各地其他地方，是目前少數的能在中國大陸營銷的綜合性境外刊物。
2002年，當時的中共中央總書記、國家主席江澤民曾親身為《鏡報》創刊25周年題詞「以弘揚正氣之筆，寫愛國愛港之情。」。